# آلبرت داویدلو
آلبرت داویدلو  بازیکن فوتبال بازنشسته در پست هافبک ارمنی‌تبار اهل ایران است که در جام تخت جمشید بازی کرد.

## باشگاهی
از باشگاه‌هایی که در توپ زده‌است می‌توان آرارات تهران را اشاره کرد.

### گل‌ها
| هفته | تاریخ | مکان | حریف | گل وی | نتیجه | رویداد |
| ---- | ----- | ---- | ---- | ----- | ----- | ------ |
| ۱    |       |      |      |       |       |        |